# Cyrtopogon tenuibarbus
Cyrtopogon tenuibarbus är en tvåvingeart som beskrevs av Friedrich Hermann Loew 1856. Cyrtopogon tenuibarbus ingår i släktet Cyrtopogon och familjen rovflugor. Inga underarter finns listade i Catalogue of Life.